# コルツ
THE COLTS（ザ・コルツ）は日本のロックバンドである。

## プロフィール
岩川浩二を中心としたバンドで下山とのツインボーカルデュオ「THE WILD GUNS」から発展させて結成。1991年に「THE COLTS（コルツ）」として結成。命名はTHE MODSの森山達也とされている。1998年メジャーデビュー。後に自主レーベルで活動。
メンバーそれぞれがバンドを結成したり、「KOZZY IWAKAWA」としてソロ活動なども行う。
岩川、神田が広島出身の為、バンドの地元は広島という事になっている（ジョニーは佐賀県唐津市出身）。
「東京クラッシュ」というザ・クラッシュのカバーバンドでもある（メンバーが一部異なる）。

## メンバー
- KOZZY IWAKAWA（本名：岩川浩二）
  - ボーカル・ギター・バンジョー・トロンボーン他
  - 1967年12月2日生まれ
  - 元ROLLIE
- TOMMY KANDA（本名：神田朝行）
  - ベース・ボーカル
  - 1967年7月8日生まれ
  - 元SUNS、元ROLLIE
- Yama-Chang（本名：山外幸一）
  - バリトンサックス・ウォッシュボード・パーカッション他
- JOHNNY（本名：引地しげる）
  - アルトサックス
- MITSUHIRO TADA（本名：多田三洋）
  - キーボード
  - BLUEZIE!?のメンバーとしても活動。
- ISAO SATAKE
  - ドラム

### 旧メンバー・サポートメンバー
- 山本高生：ドラム 元ROLLIE
- タロー：ドラム
- ヨースケ：トランペット
- TAKASHI：ベース 現Red motel代表
- 下山コウジ：ボーカル
- トオル：アコーディオン
- ミツル：アコーディオン
- フミトモ：ドラム 現T.W.I.M 現THEWORLDISMINE
- コイズミ ヒロ:ドラム 元THE FACE 現THE MACKSHOW
- PILO：ドラム
- 清野セイジ：ギター
- 栗林リュウジ：ドラム

## バンド形態の変遷
- 第一期

下山をメインボーカルとして活動していた時期を主に「初期コルツ」と呼ぶ。バンドイメージはダムドやザ・クラッシュ。
- 第二期

下山ら脱退後、岩川、山外をメインとする第二期コルツ。囚人服を衣装としてライブを行い異彩を放つ。ザ・ポーグス、スペシャルズ、ザ・クラッシュなどをバンドイメージとしたスカパンクバンド。通常この時期を「コルツ」として意識するファンが多い。
- 第三期

囚人服を着なくなった頃から清野、タローが脱退。ロックを強く意識した方向性になる。
- その他
  - スリーアミーゴース

岩川、神田、山外によるアコースティックパンクバンド過去２回のライブのみで、うち一回はシークレットライブ。
- - THE MACKSHOW（ザ・マックショウ）

2002年に結成された岩川、神田、コイズミによるロックンロールバンド。各メンバーの名前がKOZZY MACK、TOMMY MACK、バイクボーイと変わる。2008年4月13日に日比谷野外音楽堂で開催されたコンサートをもって活動休止。のちに活動再開。
- - JUNCO PARTNER（ジャンコパートナー）

ラ・タカシーノ、山外、JOHNNYによるシッティング・ブルース・ラグタイムバンド。ラ・タカシーノ（キーボード・ボーカル）がソロ活動していたところに2人が加わった。
- - EL CAMINO(エルカミーノ)

山外を中心にKova（ボーカル・ギター）、Tomo（ギター）と結成したトリオ編成のバンド。

## バイオグラフィー
- 1991年：　森山達也（THE MODS）の付き人をしながら音楽活動を続けていた岩川が、下山とのバンド「THE WILD GUNS」を発展させて結成。このときのメインボーカルは下山。
- 1993年：　レーベルが倒産、メンバーが岩川・山外を残し脱退、一時解散状態になる。
- 1993年：　小学生からの付き合いのある神田、JOHNNYが加入。岩川がメインボーカルとなり、衣装が囚人服に。レコード会社のインディーズレーベル「フライハイト」と契約。
- 1995年：　タロー、ヨースケが加入。
- 1996年：　サポートメンバーだった清野が正式に加入。
- 1997年：　BMGファンハウスよりメジャーデビュー。
- 1999年：　メジャーレーベルでは自由な活動ができないと自主レーベルに変更。B.A.D RECORDSを設立。
- 2000年：　清野、タロー、ヨースケが脱退。
- 2002年：　ロックンロールバンド「THE MACKSHOW」結成
- 2005年：　シッティング・ブルース・ラグタイムバンド「JUNCO PARTNER」結成

## ディスコグラフィー

### アルバム
フライハイト
- LIFE IS A CIRCUS（1995年9月21日）
- IT'S ONLY ENTERTAINMENT（1996年3月21日）
- CHEAPSKATES（1996年10月20日）

BMG ファンハウス
- WONDERFUL LIFE（1997年9月26日）
- SEVEN HEAVEN（1998年4月22日）
- H・A・P～HAPPY TOGETHER～（1999年3月25日）

ミュージックマイン
- JAIL'S OUT（2000年1月）
- TEN STRIKE ANNIVERSARY（2001年12月5日）
- ROCKSVILLE（2002年10月30日）

インフィニティレコード
- THIS IS GOLDEN AGE OF ROCK'N ROLL（2003年12月2日）
- ROCK'N ROLL COASTER（2004年10月14日）
- ROCKA ROMANTICO（2006年1月11日）

B.A.D RECORDS
- BEST OF THE COLTS 1997-1999 "HATS IN WONDERLAND"（2009年2月4日）
- BEST OF THE COLTS 2000-2008 "IN HATFUL OF HELL"（2009年2月4日）
- BASTARD!（2017年3月22日）
- MORE BASTARD!（2018年11月21日）

### オムニバス
- SPIRITS 1991
- Rockin at Krazy Beat
- SCARFACES
- SCARFACE DRIVES(ビデオ)

### VIDEO/DVD
- VIDEO PLUG（1999年6月）
- Rocka Romantico（2006年10月）

## タイアップ一覧
| 使用年 | 曲名             | タイアップ                                                    |
| ------ | ---------------- | ------------------------------------------------------------- |
| 1997年 | LIFE IS A CIRCUS | 読売テレビ・日本テレビ系TVじゃん!!『BREAK』エンディングテーマ |
| 1998年 | MEMORIES         | フジテレビ系『OH!トロ2で行こう』エンディングテーマ            |
| 1998年 | NIGERO           | フジテレビ系『ポンキッキーズ』ウインター・テーマ              |
| 1998年 | NIGERO           | ABCテレビ『ナイトinナイト』エンディングテーマ                 |
| 1999年 | BIG SMILE♥       | フジテレビ系『ポンキッキーズ』P-Kiesメロディー                |
| 1999年 | RIDE ON!         | ABCテレビ『ナイトinナイト』エンディングテーマ                 |

## メディア出演
森山達也のRock&Roll DIVE (Yama-Chang)